# Friedrich Wilhelm Bessel
Friedrich Wilhelm Bessel, född 22 juli 1784 i Minden i Westfalen, död 17 mars 1846 i Königsberg, var en tysk matematiker och astronom.
Bessel kom vid femton års ålder till Bremen för studier i handelslära, där hans intresse för astronomi och geografi ådrog honom Olbers uppmärksamhet. På dennes rekommendation fick han 1806 anställning vid Schröters privatobservatorium i Lilienthal och kallades 1810 till Königsberg, där han 1811–1813 byggde ett nytt observatorium, som försågs med de bästa instrument, bland vilka i synnerhet heliometern är berömd. Med dessa gjorde han många iakttagelser och banade över huvud taget nya vägar för den astronomiska iakttagelsekonsten. Men han var också djupt invigd i astronomins matematiska teorier och skapade fullkomligt nya metoder. Han reducerade James Bradleys fixstjärneobeservationer, som han 1818 publicerade under titeln Fundamenta astronomiæ deducta ex observationibus J. Bradley.
Genom iakttagelser av stjärnorna Sirius och Procyon trodde sig Bessel finna, att de rör sig omkring ett mörkt centrum. Han tillkännagav, att en planet måste finnas bortom Uranus, vilket senare bekräftades.
Bessel var den förste som använde parallax för att beräkna avståndet till en stjärna. År 1838 angav han att stjärnan 61 Cygni hade en parallax på 0,314 bågsekunder mätt vid jordens extremlägen på sin bana runt solen. Detta skulle innebära att avstånd på omkring 10 ljusår, ett värde ganska nära 11,4 ljusår som numera anses vara det korrekta värdet.
Bessel upptäckte och har gett namn till besselfunktionen. Han definierade också formen på den referensellipsoid, vanligen kallad "Bessel 1841", som är bas för många svenska kartor. Tillsammans med Johann Jacob Baeyer genomförde han 1832 den ostpreussiska gradmätningen, och bestämde ur uppgifterna jordens form och storlek.
År 1823 invaldes Bessel som utländsk ledamot nummer 246 av Kungliga Vetenskapsakademien.

## Utmärkelser
Bessel tilldelades Lalandepriset av Franska vetenskapsakademien 1811 och 1816 samt Royal Astronomical Societys guldmedalj 1829.
Asteroiden 1552 Bessel är uppkallad efter honom.